# Tombe de Georges Clemenceau
La tombe de Georges Clemenceau (1841-1929) est située, à côté de celle de son père, Paul-Benjamin, dans la commune de  Mouchamps, en Vendée ; sépultures simples et isolées, elles sont inscrites au titre des Monuments historiques depuis juillet 1998.

## Descriptif

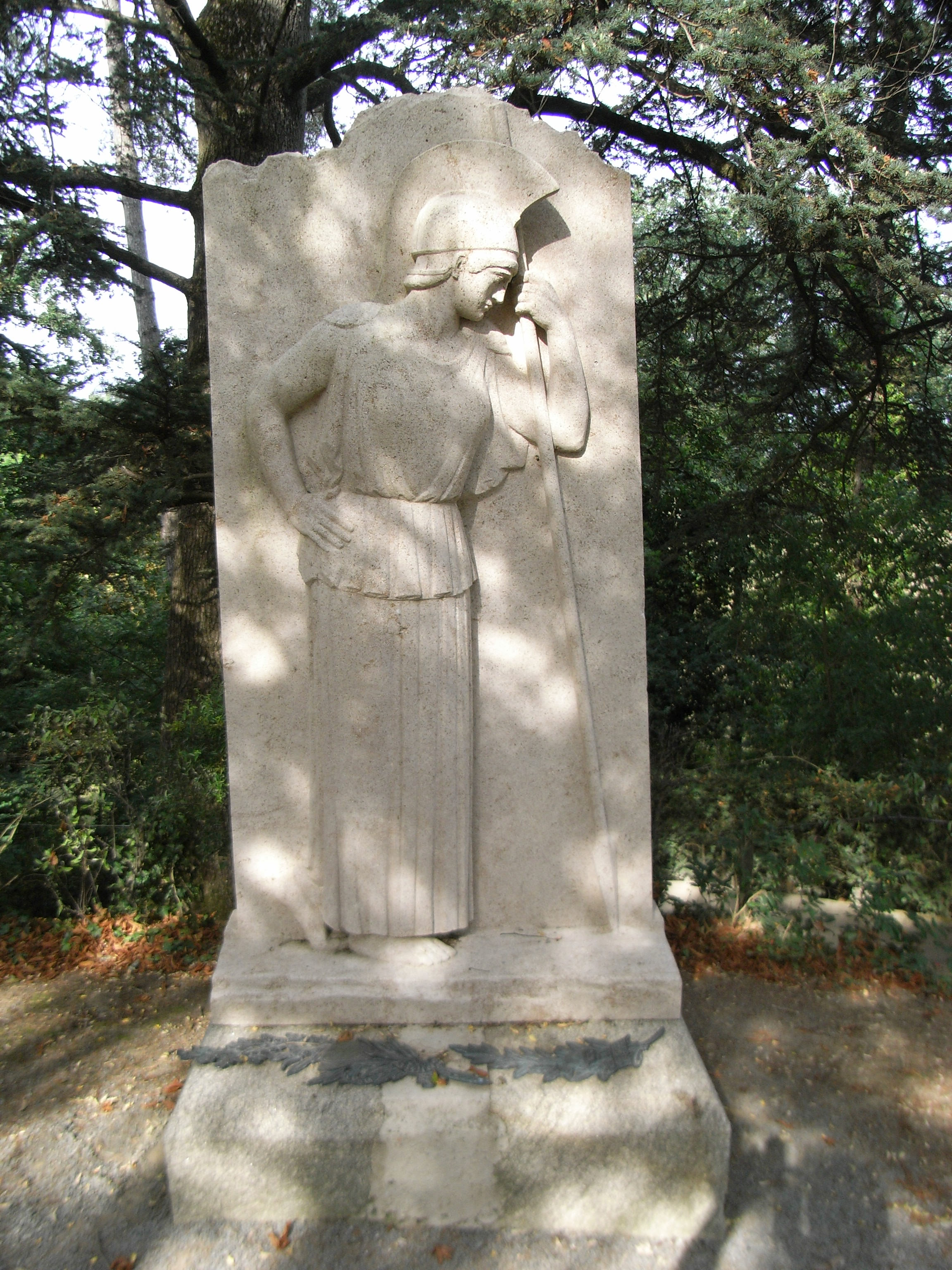
Stèle de Minerve, les deux tombes sont situées derrière, en contrebas.

Mouchamps se situe dans le nord-est de la Vendée, à une trentaine de kilomètres au nord-est de la Roche-sur-Yon. Les deux tombes ne se trouvent pas dans le cimetière du village mais au lieu-dit Le Colombier, sur un escarpement rocheux, à mi-pente d'un coteau dominant une boucle de la vallée du Petit Lay, au pied d'un cèdre de l'Atlas planté en 1848 par Benjamin Clemenceau, le père de Georges et lui-même (7 ans) paraît-il. Elles ne comportent ni dalle funéraire, ni inscription et sont seulement entourée chacune d'une petite grille en fer forgé. Une stèle représentant Minerve victorieuse et veillant sur la Paix, taillée en bas-relief par le sculpteur François Sicard, un ami de Georges Clemenceau, domine en surplomb les deux tombes. 
Une légende veut qu'il ait été enterré debout afin d'être tourné vers la « ligne bleue des Vosges », voire pour défier l'Église catholique. Mais en réalité, du fait d'un rocher — ou des grosses racines du cèdre de l'Atlas — impossible à réduire, le cercueil, à la différence de celui de son père, ne put être posé à plat mais fut légèrement incliné.
La grande simplicité des deux tombes peut surprendre mais elle correspond exactement à la volonté exprimée, lors de la donation du terrain à la commune en avril 1922, par Clemenceau   et ses cinq frères et sœurs, volonté renouvelée par l'ancien président du Conseil dans son testament du 18 mars 1929, quelques mois avant sa mort : « autour de ma fosse, rien qu’une grille sans nom, comme pour mon père ». Il était bien spécifié que le site, excepté un entretien a minima pour éviter un envahissement par les ronces et les buissons, devait rester en l'état sans que n'y soit érigé aucun monument.  

## Histoire
Georges Clemenceau avait dans son testament demandé à être enterré simplement sans « cortège ni cérémonie d'aucune sorte » et à côté de son père, médecin à Nantes, et qui reposait depuis 1897 à Mouchamps. La famille était originaire de Vendée, Georges Clemenceau était né dans une maison familiale de Mouilleron-en-Pareds (à 17 km à vol d'oiseau au sud-est de l'endroit où il est inhumé) et il loua ensuite au commandant Luce de Trémont, châtelain à Avrillé, une petite maison de pêcheur au bord de l'océan, la maison de Belesbat, à Saint-Vincent-sur-Jard et où il résida souvent.      
Mort le 24 novembre 1929, à 88 ans, à son domicile parisien, il fut inhumé le lendemain à Mouchamps en début d'après-midi, en présence de 200 gendarmes chargés d'empêcher la foule d'y assister pour respecter ses dispositions testamentaires, mais malgré les barrages routiers, plusieurs centaines de paysans de la région assistèrent à l'enterrement. Il fut porté en terre par son chauffeur Émile Brabant, son valet de chambre Albert Boulin, deux fossoyeurs et deux paysans.
Les deux tombes, la stèle à l'effigie de Minerve et l'allée d'accès (cad. ZN 81) sont inscrites aux Monuments historiques le 15 juillet 1998.
La veille de la visite du Premier Ministre Manuel Valls, en novembre 2013, les abords des tombes et la stèle furent tagués par des opposants à la politique gouvernementale.

## Visites de sa tombe
Parmi les personnalités venues sur la tombe, on peut citer (liste non exhaustive) :  
- le maréchal Erwin Rommel en mai 1943, lors d'une visite d'inspection du mur de l'Atlantique en Vendée[6] ;
- Charles de Gaulle, le 12 mai 1946 qui entouré d'une foule estimée à 3 000 personnes, honorait sa promesse de venir lui annoncer la victoire, à la suite du message qu'il avait adressé symboliquement de Londres sur la BBC le 11 novembre 1941[7] :

« Au fond de votre tombe vendéenne, aujourd'hui 11 novembre, Clemenceau, vous ne dormez pas. Certainement la vieille terre de France qui vous enterre pour toujours a tressailli avec colère tandis que le pas insolent de l'ennemi et la marche feutrée des traîtres foulaient le sol de la patrie… »

- le président Vincent Auriol, le 9 novembre 1951[6] ;
- l'ancien président du Conseil et président du Parti radical-socialiste, Édouard Herriot en 1955[6] ;
- le président François Mitterrand, le 11 novembre 1987, accompagné d'environ 300 personnes (déplacement officiel en Vendée pour un hommage à Georges Clemenceau et Jean de Lattre de Tassigny)[8] ;
- le Premier ministre Manuel Valls, le 25 novembre 2013[5] ;
- Emmanuel Macron :
  - alors ministre de l'Économie, de l'Industrie et du Numérique, le 18 août 2016 ; La Marseillaise fut alors chantée devant la tombe[9] ;
  - puis comme président de la République, le 13 juin 2018, lors d'un déplacement de deux jours en Vendée et en Charente-Maritime[9].